# Eudiscoderma thongareeae
Eudiscoderma thongareeae és una espècie de ratpenat de la família dels megadermàtids. És endèmic de Tailàndia. És un ratpenat de petites dimensions, amb una llargada de cap a gropa de 64,36–66,51 mm, els peus de 16–18,12 mm, les orelles de 32,06–37,49 mm i un pes de fins a 36,2 g. Com que fou descoberta fa poc, encara no se n'ha avaluat l'estat de conservació.